# 羅伊維爾 (印第安納州)
羅伊維爾（英語：Royville）是位於美國印地安納州艾倫縣的一個非建制地區。該地的面積和人口皆未知。

## 地理
羅伊維爾的座標為41°11′59″N 85°07′59″W / 41.19972°N 85.13306°W，而該地的平均海拔高度為259米（即850英尺）。